# Igreja de Santa Maria da Conceição no Campo de Marte
Santa Maria della Concezione in Campo Marzio ou Igreja de Santa Maria da Conceição no Campo de Marte ou ainda Igreja de Nossa Senhora da Conceição no Campo de Marte é uma igreja de Roma, Itália, localizada na Piazza Campo Marzio no rione Campo Marzio e dedicada a Nossa Senhora da Conceição.

## História
A igreja e seu mosteiro anexo tem sua origem tradicionalmente ligada à controvérsia iconoclasta no Império Bizantino, quando monges basilianos fugiram de Constantinopla para Roma no século VIII para fugir da perseguição. Eles trouxeram consigo várias relíquias, incluindo o corpo de São Gregório de Nazianzo. Eles foram abrigados no local onde hoje está a igreja, onde fundaram um mosteiro com uma capela dedicada à Virgem Maria com um oratório ao lado para abrigar o corpo de São Gregório. A mais antiga referência ao mosteiro está na "Regestum Sublacense", uma escritura de de 6 de outubro de 937.
Entre 1562 e 1564, a abadessa Chiarina Colonna, da poderosa família Colonna, construiu uma nova igreja dedicada à Virgem atrás da antiga capela e do oratório de São Gregório, cuja entrada se dava tanto pelo convento quanto por fora dele. Ela tinha uma nave única e uma abside quadrangular]]. O corpo de São Gregório foi depois transladado para a recém-fundada Basílica de São Pedro em 1580.
No século XVI, a igreja foi completamente reconstruída por ordem da abadessa Maria Olimpia Pani, com base num projeto de Giovanni Antonio de' Rossi. No século XVII, o convento foi ampliado e reorganizado por Carlo Maderno e Francesco Peparelli, uma obra que terminou em 1660. 
Durante as escavações em 1777, realizadas em paralelo às obras de expansão do convento, uma coluna foi descoberta. Ela foi reerguida em 1856 na Piazza di Spagna como base para uma estátua de Nossa Senhora da Imaculada Conceição, em comemoração à crença proclamada como dogma pelo papa Pio IX.
Durante a ocupação napoleônica de Roma, a igreja foi desconsagrada e utilizada como lotérica. Ela foi reaberta ao público em 1816 e atualmente realiza missas seguindo o rito sírio-antioqueno. É também a igreja nacional da Síria e a sé do procurador para a Santa Sé para a Patriarcado Sírio-Católico de Antioquia.

## Descrição
Em frente à fachada da igreja está o pátio interno do mosteiro, de frente para a Piazza Campo Marzio e cuja entrada se dá através de um pórtico de três arcos. O interior segue uma planta em cruz grega com o braço longitudinal alongado coberto por uma cúpula oval no cruzeiro apoiada sobre um grande tambor, transpassada por quatro óculos e encimada por uma lanterna.

## Galeria

Imagens da igreja
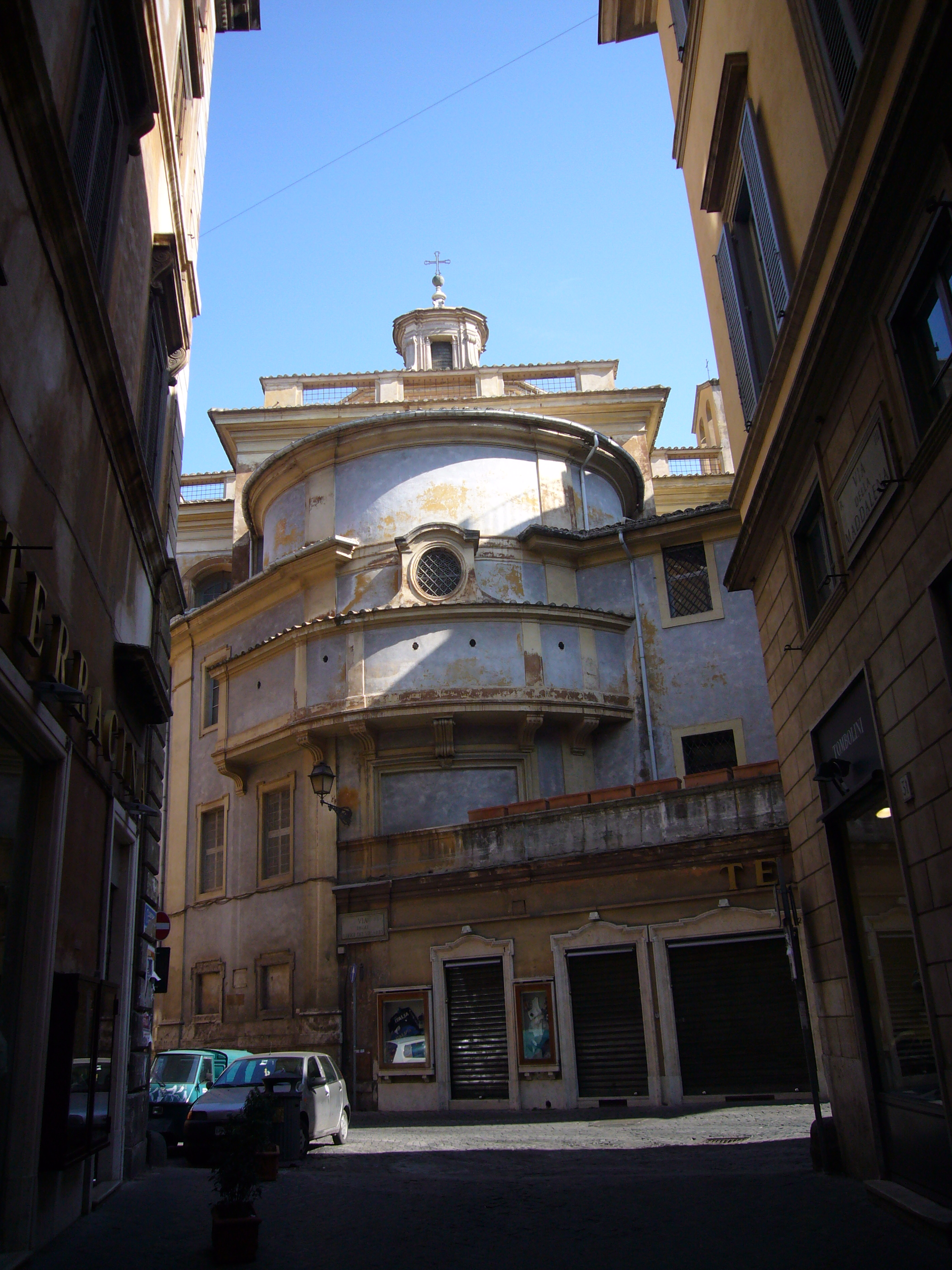
Fundo da igreja.
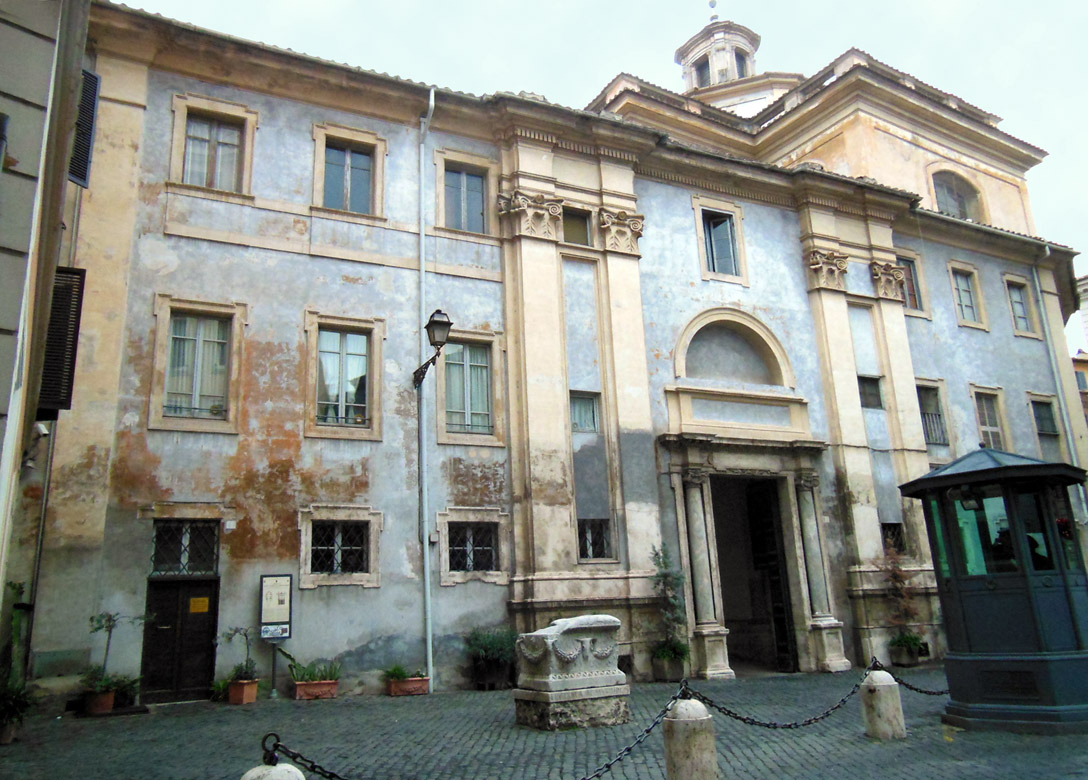
Vista do edifício que abriga a igreja.
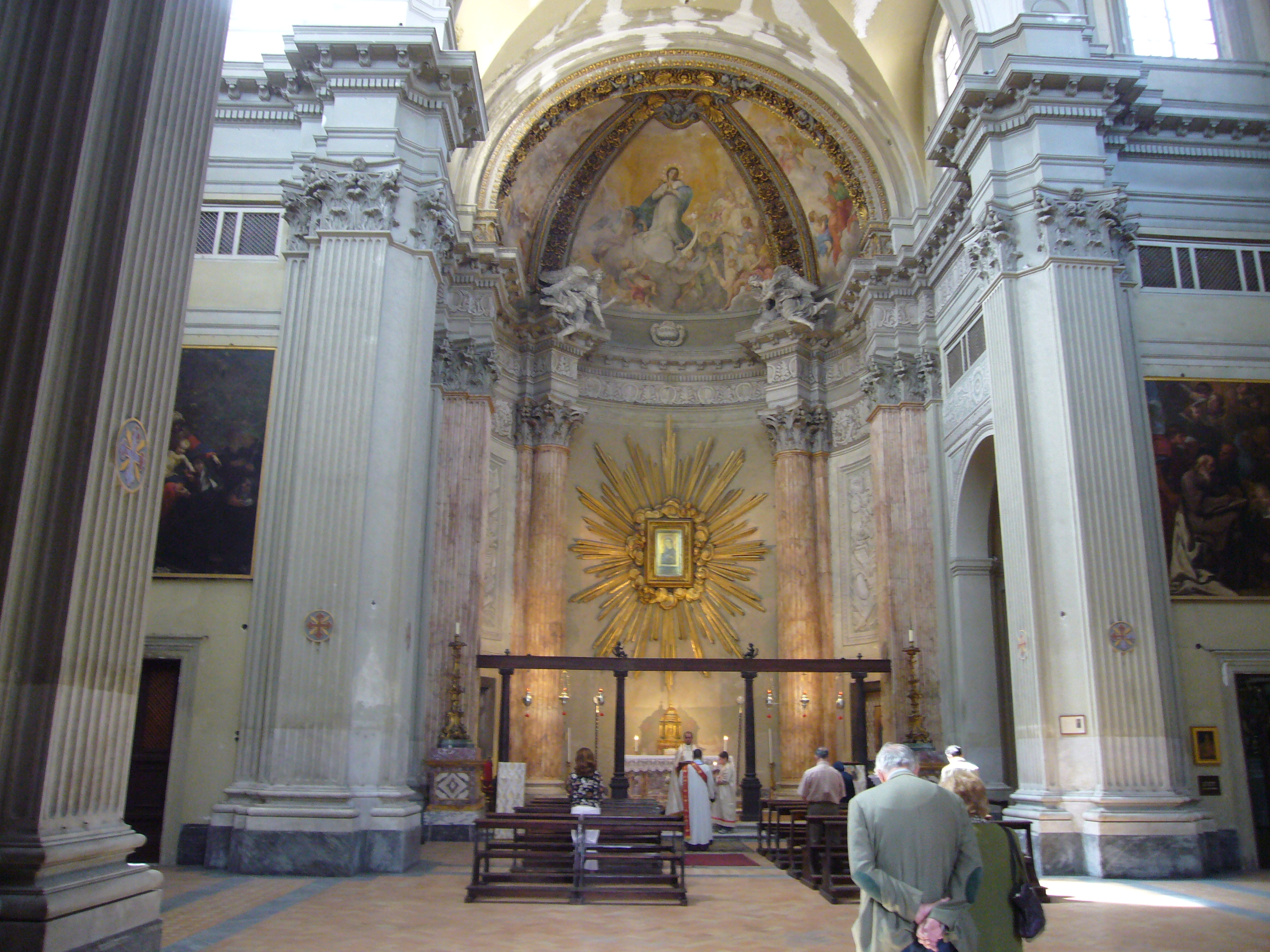
Vista do interior.
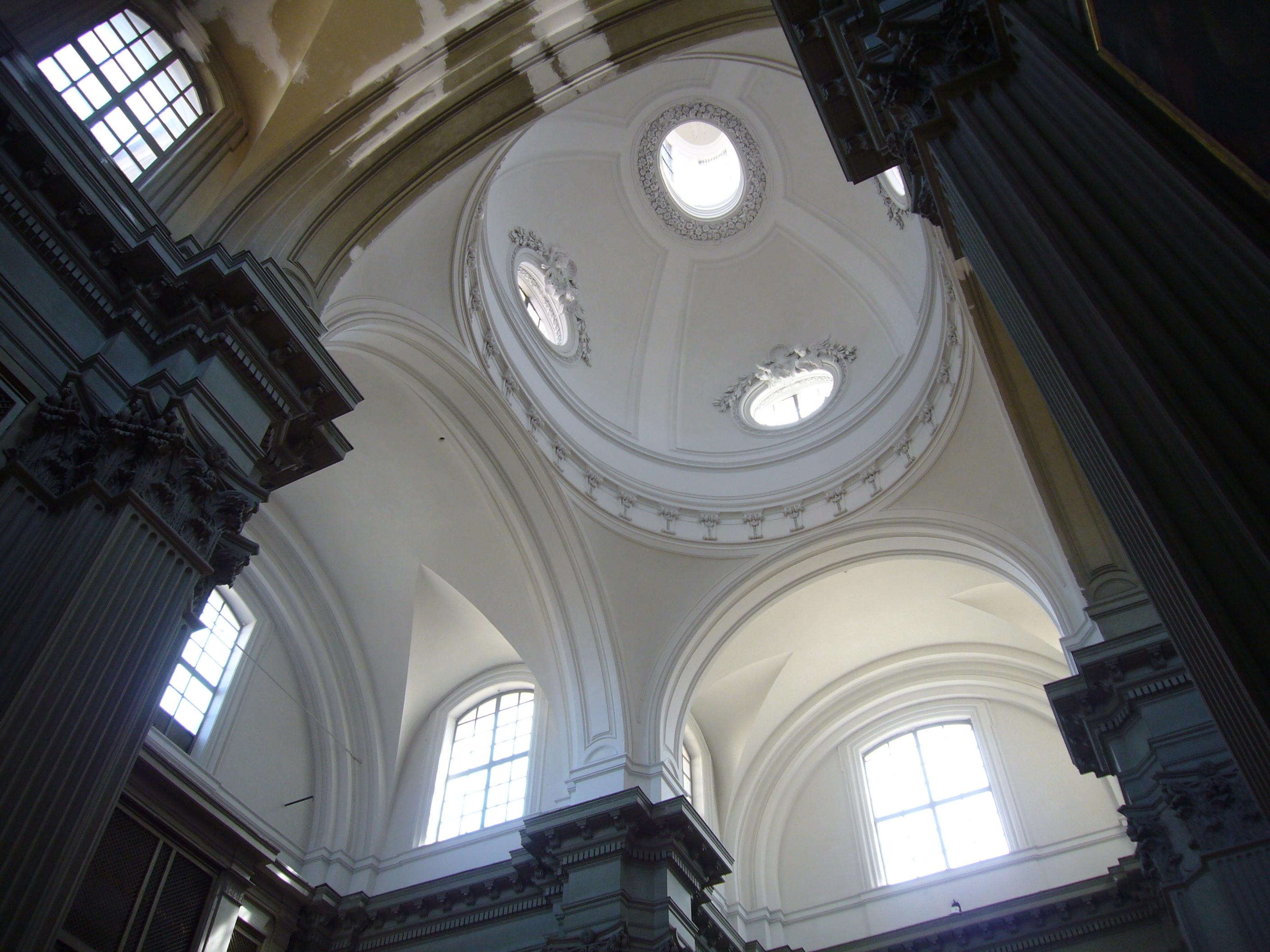
Interior da cúpula e o teto.
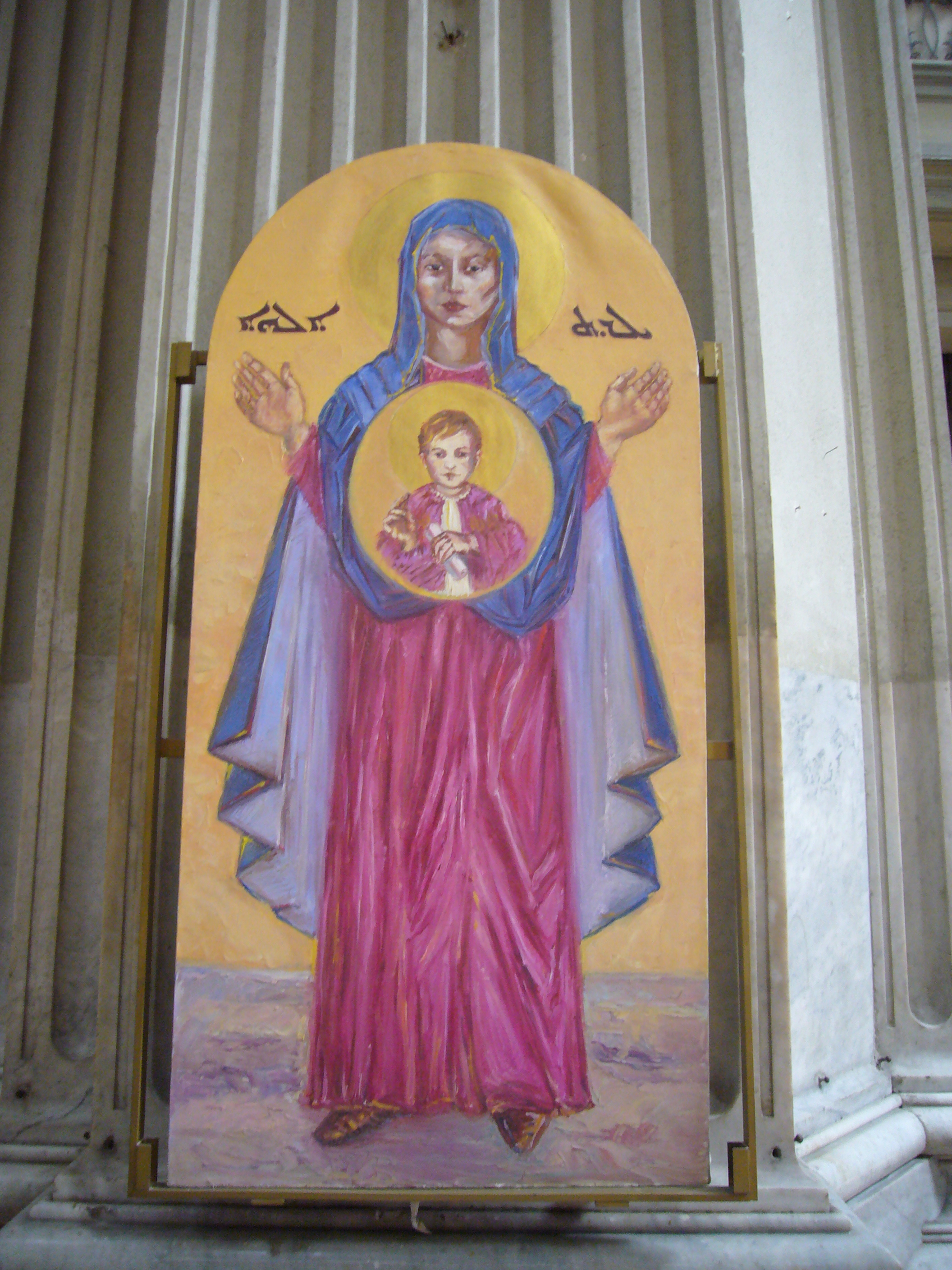
Ícone de Nossa Senhora na igreja.